# NGC 5760
NGC 5760 is een spiraalvormig sterrenstelsel in het sterrenbeeld Ossenhoeder. Het hemelobject werd op 24 mei 1791 ontdekt door de Duits-Britse astronoom William Herschel.

## Synoniemen
- UGC 9531
- MCG 3-38-15
- ZWG 105.28
- IRAS 14453+1841
- PGC 52833